# Irena Fenikowska
Irena Fenikowska, z domu Hozakowska, I voto Orzechowska (ur. 2 lipca 1923 w Toruniu, zm. 8 listopada 1993 w Warszawie), żona pisarza i podróżnika Franciszka Fenikowskiego, opiekunka i ofiarodawczyni jego spuścizny dla Muzeum Piśmiennictwa i Muzyki Kaszubsko-Pomorskiej w Wejherowie, autorka wspomnień.

## Życiorys
Była córką Bronisława Hozakowskiego, kupca i działacza narodowego na Pomorzu, oraz Eugenii z Bortnowskich. Krótko przed wybuchem II wojny światowej uzyskała małą maturę w liceum sióstr Sacré Coeur w Pobiedziskach koło Poznania; ze względu na wojnę wykształcenie uzupełniła dopiero wiele lat później z dyplomem technika ekonomisty. W okresie okupacji została razem z rodziną wysiedlona do Warszawy i pracowała w firmie nasiennej. Po wojnie powróciła do Torunia i pomagała ojcu w prowadzeniu rodzinnego interesu (do czasu upaństwowienia przedsiębiorstwa); ojciec zmarł w 1948, matka natomiast pod fałszywym zarzutem współudziału w szpiegostwie na rzecz Anglii spędziła kilka lat w więzieniu.
Jeszcze w latach 40. Irena Hozakowska wyszła za mąż za architekta Tomasza Orzechowskiego i przeniosła się do Warszawy. Pracowała m.in. w biurze projektowym odbudowy Warszawy i Zarządzie Stowarzyszenia Stenografów i Maszynistek. W 1975, w anegdotycznych okolicznościach dzięki pomyłkowemu połączeniu telefonicznemu, poznała pisarza Franciszka Fenikowskiego. Rok później została żoną Fenikowskiego. Była opiekunką i sekretarką w ostatnich latach życia pisarza, zmarłego 15 listopada 1982, a następnie archiwistką i opiekunką spuścizny. Dbała o druk książek i tomików poetyckich, często rezygnując z honorariów. W celu udostępnienia pamiątek społeczeństwu podpisała umowę o przekazaniu spuścizny Centralnemu Muzeum Morskiemu w Gdańsku, które jednak nie wywiązało się z zobowiązań. W tej sytuacji, już po śmierci Fenikowskiej, za sprawą jej syna korespondencja pisarza, dzienniki, niepublikowane materiały i reszta spuścizny trafiła do Muzeum Piśmiennictwa i Muzyki Kaszubsko-Pomorskiej w Wejherowie, które w 1997 zorganizowało pierwszą wystawę oraz wydało tomik Osioł nie jest osłem...
Irena Fenikowska, mimo ciężkiej choroby do końca życia żywo zainteresowana losami pamiątek mężowskich, u schyłku życia sama również napisała dwa tomy wspomnień rodzinnych. Zmarła w listopadzie 1993 i została pochowana na Starym Cmentarzu Służewskim w Warszawie obok Franciszka Fenikowskiego.
Z pierwszego małżeństwa miała syna Krzysztofa Orzechowskiego, aktora i reżysera, dyrektora teatrów krakowskich, męża aktorki Anny Dymnej.